# Delincuente (película)
Delincuente es una película mexicana de 1984 dirigida por Sergio Véjar. Está protagonizada por Lucero, Pedro Fernández, Nuria Bages, José Elías Moreno, Gastón Tuset, Arturo Alegría y Alma Delfina. La película se estrenó el 10 de agosto de 1984.

## Sinopsis
Cecilia (Lucero) posa para un cuadro que pinta un amigo de ella, Gonzalo (José Elías Moreno), quien por casualidad ayuda con su grupo de amigos a un chico llamado Alejandro (Pedro Fernández) que conocen en la calle, quien quedará perdidamente enamorado de Cecilia cuando la ve en el cuadro. Él, para poder conocerla, le miente diciendo que es primo de Gonzalo.

## Reparto
- Lucero como Cecilia Súarez
- Pedro Fernández como Alejandro
- Nuria Bages como Sra. Súarez
- José Elías Moreno como Gonzalo
- Gastón Tuset como Lic. Suárez
- Arturo Alegría
- Alma Delfina
- Luis Aragón
- Chico Che

## Banda sonora
- «Con tan pocos años», interpretada por Lucero
- «El Africano», de Calixto Ochoa e interpretada por Chico Che y La Crisis
- «Pirinola», interpretada por Lucero
- «Amor al primer beso», de Miguel Tottis
- «Dónde te agarró el temblor», de Antonio Salgado e interpretada por Chico Che y La Crisis
- «Delincuente», de Javier Santos e interpretada por Pedro Fernández